# Бунгард (Сібіу)
Бунгард (рум. Bungard) — село у повіті Сібіу в Румунії. Входить до складу комуни Шелімбер.
Село розташоване на відстані 209 км на північний захід від Бухареста, 6 км на схід від Сібіу, 121 км на південний схід від Клуж-Напоки, 108 км на захід від Брашова.

## Населення
За даними перепису населення 2002 року у селі проживали 567 осіб.
Національний склад населення села:
| Національність | Кількість осіб | Відсоток |
| -------------- | -------------- | -------- |
| румуни         | 555            | 97,9%    |
| цигани         | 6              | 1,1%     |
| німці          | 5              | 0,9%     |

Рідною мовою назвали:
| Мова      | Кількість осіб | Відсоток |
| --------- | -------------- | -------- |
| румунська | 555            | 97,9%    |
| циганська | 6              | 1,1%     |
| німецька  | 5              | 0,9%     |